# Animație video originală
Original Video Animation, Animația Video Originală (オリジナル・ビデオ・アニメーション Orijinaru bideo animēshon?), abreviat OVA (オーブイエー sau オーヴィーエー ōbuiē sau ōvīē?) (și câteodată OAV de către vorbitorii englezei sau, corespondentul românesc, AVO ), este un termen - originând din animația japoneză (anime) - pentru filme animate și seriale făcute special pentru a fi lansate în format de video domestic. Majoritatea OVA-urilor sunt lansate direct-pe-video, fără a fi difuzate anterior la TV sau în cinematografe, deși, sunt ocazii mai rare când, de exemplu, prima parte a unei serii OVA a fost difuzată din motive promoționale. Titlurile OVA erau original disponibile în formatul VHS, devenind mai târziu populare pe LaserDisc și eventual pe DVD. Începând cu 2008, termenul OAD (animație DVD originală) a început să se refere la lansări DVD împachetate cu manga-ul lor de origine.  

## Format
La fel ca seriile anime create pentru a fi televizate, OVA sunt împărțite în episoade. Formatele media OVA (casete video, DVD-uri) sunt vândute conținând un singur episod. Durata episoadelor variază de la titlu la titlu, și poate varia de la câteva minute la două ore sau mai mult. O durată de 30 de minute este foarte comună, dar aceasta nu este o regulă. În unele cazuri, durata episoadelor într-un OVA specific poate varia foarte mult ( în GaoGaiGar FINAL, primele 6 episoade au o durată de 30 de minute, pe când ultimele 2 episoade sunt de 40 respectiv 50 de minute; OVA Key the Metal Idol formată din 15 episoade separate, cu durate de la 20 de minute la aproape două ore fiecare). O serie OVA poate conține un singur episod ( esențial un film direct-to-video) sau o duzină. Probabil cea mai lungă serie OVA creată vreodată este Legenda eroilor galactici, care conține 110 episoade principale și 52 episoade gaiden.
Multe serii populare sunt animate la început ca OVA, și apoi devin serii de televiziune populare sau filme. De exemplu, Tenchi Muyo!, a început ca OVA pentru ca mai târziu să fie extinsă în mai multe serii TV, trei filme, și numeroase alte serii bazate pe poveste. Alte lansări OVA sunt create ca continuări, povești paralele, colecții de videoclipuri muzicale, sau episoade bonus care continuă serii TV sau filme, precum Iubește-o pe Hina din nou și Ploaia lupului.
Animația OVA este cunoscută pentru calitatea ridicată a producțiilor. Titlurile OVA având în general un buget mai mare pe episod decât o serie TV; de aceea și calitatea tehnică a animației este cel mai adesea superioară față de o serie TV; ocazional chiar pară cu cea a filmelor animate.
Titlurile OVA sunt cunoscute și pentru intrigile detaliate și dezvoltarea personajelor care poate rezulta datorită libertății creative oferită scenariștilor și directorilor, ridicată față de alte formate. Deoarece episoadele OVA și seria pot avea orice durată, directorul poate avea cât timp dorește pentru a prezenta povestea. Există mai mult timp pentru o prezentare a istoriei unui personaj și relației protagonist-intrigă. Acest lucru este în contrast cu o serie TV care trebuie să încheie un episod în 22 de minute, sau filme care rar au o durată mai mare de două ore. Totodată nu există nevoia de a se produce "conținut filler" pentru a extinde o intriga scurtă într-o serie TV. Titlurile OVA sunt create cel mai adesea pentru o audiență specifică, pe când seriile TV și filmele se adresează unei audiențe generale, iar seriile OVA nu sunt afectate de restricții de conținut sau cenzura ( pentru violență, nuditate, sau limbaj) aplicată seriilor de televiziune.
OVA se adresează tipic fanilor anime de gen masculin. Bandai Visual a afirmat într-o conferință în 2004 (pentru noile serii OVA adresate femeilor) că aproape 50% din clienți care le-au cumpărat DVD anime în trecut erau bărbați între 25-40 de ani, pe când doar 13% din clienți erau femei de toate vârstele. Aceste statistici fac referire la DVD-uri în general, nu numai serii OVA, dar evidentiază tendințele generale. Nikkei Business Publications a precizat într-un comunicat de presă că DVD-urile anime sunt în general cumpărate de către adulți între 25-40 de ani. Seriile OVA adresate special femeilor sunt foarte puține, dar există, un exemplu fiind Earthian.
De obicei, un volum costă 5800–9800 yen din 2006, mai scump decât alte DVD-uri anime, deși unele sunt mai ieftine, Ova (Mobile Police Patlabor (1988) având un preț de 4800 yen pentru volum).
Unele OVA, bazate pe serii de televiziune ( mai ales cele bazate pe serii manga) pot fi create pentru a finaliza intriga unei serii, lucru nereușit în timpul seriei. Rurouni Kenshin OVA, drept exemplu, evidențiază multe din caracteristicile unui OVA: se bazează pe capitole din seria manga care nu au fost adaptate în seria anime, avea animații de calitate superioară, erau mult mai violente, și au fost realizate într-un stil mai sumbru și realistic decât episoadele televizate.
Majoritatea titlurilor OVA sunt compuse din 4–8 episoade și tind să aibă o intrigă complexă și continuă care este apreciată mai bine dacă toate episoadele sunt vizionate consecutiv. Acest lucru este în contrast cu o serie TV, care conține în general multe "mini-povești" care sunt conectate într-un anumit mod, și nu fac parte dintr-o intrigă unificată. Multe titluri OVA pot fi considerate "filme lungi" care sunt lansate în părți. Datele lansărilor pot varia, deoarece unele serii pot progresa mai încet cu 1-2 episoade pe an. Unele titluri OVA cu un orar al lansărilor mai extins ajung să rămână neterminate datorite lipsei vânzărilor sau lipsei de suport din partea fanilor.
Sunt multe OVA de un episod. De obicei, o astfel de OVA este o poveste înrudită cu o serie TV care a devenit populară. În cel mai timpuriu stagiu din istoria OVA (ani 1980), OVA de un episod nu erau rare. Sute de serii manga care erau populare, dar nu destul pentru o serie TV, erau adaptate într-un episod OVA (uneori foarte scurt) sau chiar mai multe.

## Istorie
OVA-urile au apărut la sfârșitul anilor 1970. Pe măsură ce aparatele cu casetă video au devenit o dependință larg răspândită în locuințele japoneze, industria japoneză de anime a crescut la proporții monstruoase. Cererea pentru anime era masivă, atât de mare încât consumatorii s-ar fi dus de bună voie, direct la magazinele video, pentru a cumpăra animații noi pe loc. În timp ce "direct-pe-video" era un peiorativ în Statele Unite ale Americii pentru lucrări care nu reușeau să ajungă la TV sau cinema, în Japonia cererea era așa de mare încât direct-pe-video a devenit o necesitate. Multe seriale populare și influente precum Criza Gumei de Mestecat și Tenchi Muyo! au fost lansate direct pe video ca OVA-uri.
Cea mai îndepărtată cunoscută tentativă de a lansa primul OVA a fost Pisica Verde a lui Osamu Tezuka  (parte a seriilor Cărților Leilor) în 1983, deși nu poate fi considerată ca fiind prima OVA din moment ce caseta VHS se poate să nu fi fost disponibilă imediat, pe lângă faptul că seria era incompletă. Așadar, prima lansare oficială OVA care să fie atestată astfel a fost Dallos din 1983, regizată de Mamoru Oshii și lansată de Bandai. Alte OVA-uri timpurii faimoase, având premiera la scurt timp după aceea, au fost Luptă!! Iczer Unu și Megazone 23 cel original. Alte companii au fost rapide la preluarea ideii, și pe la mijlocul către sfârșitul anilor 1980 piața era inundată cu OVA-uri. În acest timp, cele mai multe serii OVA erau noi, titluri de sine stătătoare.
Pe măsură ce economia Japoniei se înrăutățea în anii 1990, inundația de noi titluri OVA s-a redus la un picurat.  OVA-urile erau făcute încă, dar în numere mai mici. Multe seriale TV anime țin un număr economic de treisprezece (13) episoade mai degrabă decât tradiționalul de douăzeci și șase (26) de episoade pe sezon. Noile titluri erau adesea proiectate să fie lansate la TV dacă se apropiau de aceste lungimi. Pe deasupra, popularitatea crescândă a rețelelor prin cablu și satelit (cu regulile de cenzură mai puțin stricte tipice lor) a permis multor titluri noi să fie difuzate direct către public când anterior aceasta ar fi fost imposibil. Așadar multe seriale violente, ecchi, și fanservice au devenit seriale TV obișnuite când anterior aceste titluri ar fi fost OVA-uri. Pe durata acestei perioade de timp, majoritatea conținutului OVA-urilor a fost limitat la acela legat de titlurile existente și stabilite.
Totuși, în 2000 și mai târziu, un nou val OVA a început. Producătorii au lansat multe seriale TV fără difuzări normale a tuturor episoadelor – ci lansând unele episoade pe DVD-uri ale serialelor.  Exemple ale acestui lucru includ al XXV-lea episod din Iubește-o pe Hina exclusiv pe DVD, în timp ce câteva episoade din serialul TV Ah! Dumnezeițo sunt exclusiv pe DVD. În plus, ultimul episod al Excel Saga a fost oferit numai ca OVA, în mare parte din cauza problemelor de conținut care ar fi făcut difuzarea TV imposibilă. În aceste cazuri serialele ca întreg nu pot fi numite OVA, deși anumite episoade sunt. Această tendință devine chiar comună, și mai mult, multe seriale OVA recente pre-difuzează episoadele și lansează DVD-ul needitat și cu calitate mai bună, animații revizuite – deci estompând în continuare granița dintre animeul TV și cel video.